# ジーン・ゲイル
ジーン・ゲイル（英: Jean Gale、1912年9月13日 - 1974年9月26日）は、1930年代に活動したアメリカ合衆国のヴォードヴィリアン・映画女優である。

## 生涯
カリフォルニア州サンフランシスコでレノーア・ギルマーティン(Lenore Gilmartin)として生まれた。双子の姉妹にジョアン・ゲイル（本名ロレイン、1912年9月13日 - 1998年6月11日）がおり、1つ違いの姉のジェーン・ゲイル（本名ヘレン）とジューン・ゲイル（本名ドリス）も双子だった。四つ子として紹介されていたが、実際にはそうではなかった。
彼女らはゲイル・クワドラプレッツ（Gale Quadruplets。"Quadruplets"は「四つ子」の意味）として、1931年の『ジョージ・ホワイツ・スキャンダルス(George White's Scandals)』に出演した。
姉妹は早い時期からヴォードヴィルで演技を始めた。これによりジーンは映画撮影所の注目を集め、スペンサー・トレイシーが主演した映画『ボトムス・アップ(Bottoms Up)』（1934年）で端役を演じた。同じ年に彼女はワンパス・ベビー・スターズの13人のうちの1人に選ばれた。これは、ワンパス・ベビー・スターズが選出された最後の年だった。これからジーンの女優としてのキャリアが始まると思われたが、その後『スタア誕生(A Star Is Born)』（1937年）と『Girl from Avenue A』（1940年）の2作品にしか出演しておらず、どちらもキャスト表に名前は乗っていなかった。
その後、彼女はロサンゼルスに移り住み、1974年9月26日に死去した。